# Ifconfig
ifconfig е инструмент за системна администрация в Unix-базираните операционни системи, служещ за конфигурация на мрежови интерфейси.
Обикновено се използва за настройване на IP адрес и подмрежа на мрежови интерфейс, както и за изключване или включване на интерфейси. Извиква се чрез команден ред и често е включван в стартъп скриптовете в много операционни системи. Има възможността да конфигурира, контролира и заявява TCP/IP мрежовите интерфейсни параметри. Появява се за пръв път в 4.2BSD като част от TCP/IP комплекта на BSD.